# Eberhard von Kuenheim
Eberhard von Kuenheim, tysk företagsledare, född 2 oktober 1928, 1970-1993 chef för BMW
Eberhard von Kuenheim gjorde en kometkarriär inom Quandt-sfären dit han kom 1965. 1970 blev han den yngsta företagschefen i Västtyskland när han blev chef för Quandt-ägda BMW. Under 23 år var von Kuenheim chef för BMW då företaget ständigt ökade i storlek och omsättning.